# Lauttasaari (métro d'Helsinki)
Lauttasaari (en finnois : Lauttasaari et en suédois : Drumsö) est une station du tronçon commun aux lignes M1 et M2 du métro d'Helsinki. Elle est située dans la partie orientale de l'île Lauttasaari de l'archipel d'Helsinki, dans la partie sud de la ville d'Helsinki en Finlande.
Mise en service en 2017, elle est, depuis 2017, desservie alternativement par les rames des lignes M1 et M2.

## Situation sur le réseau

Plan du métro.

Établie en souterrain, Lauttasaari est une station de passage, située sur la section commune aux lignes M1 et M2, entre la station Koivusaari, en direction des terminus ouest Tapiola (M2) et Matinkylä (M1), et la station Ruoholahti  en direction, de Mellunmäki terminus de la branche M2, et Vuosaari terminus de la branche M1.
Elle dispose d'un quai central, encadré par les deux voies de la ligne.

## Histoire
La station Lauttasaari est mise en service le 18 novembre 2017, lors de l'ouverture à l'exploitation du prolongement de Ruoholahti à Matinkylä.

## Services aux voyageurs

### Accès et accueil
Établie au 2a Gyldénintie, dispose de deux accès avec un hall de billetterie et contrôle aux chaque extrémités de la station souterraine. Des escaliers mécaniques et des ascenseurs, pour l'accessibilité des personnes à la mobilité réduite, permettent les liaisons entre les différents niveaux et l'accès au quai situé au niveau -2

### Desserte
Lauttasaari est desservie par toutes les rames de métro, avec une alternance entre les lignes M1 et M2, comme toutes les stations du tronçon commun.

Installations et desserte
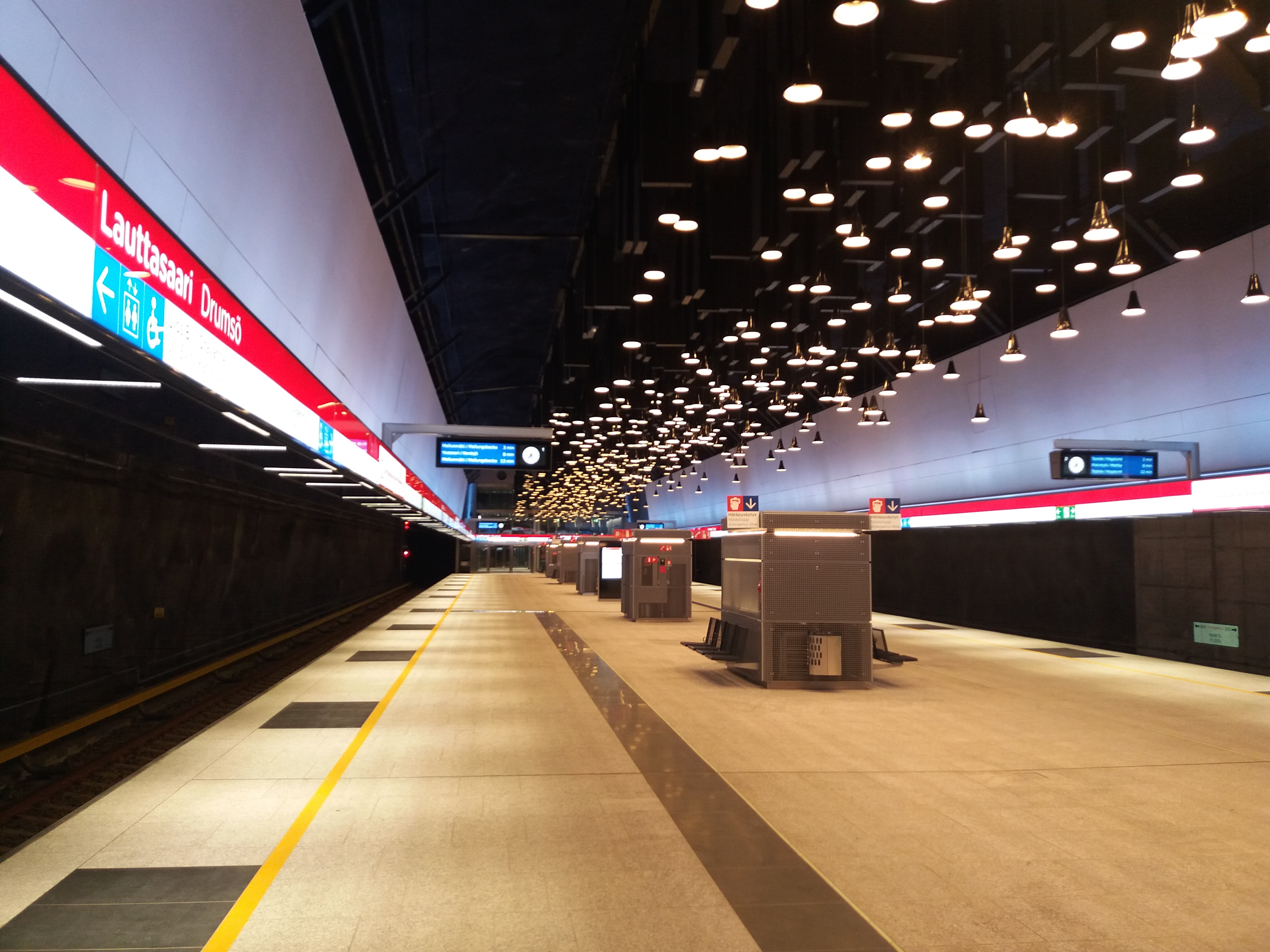
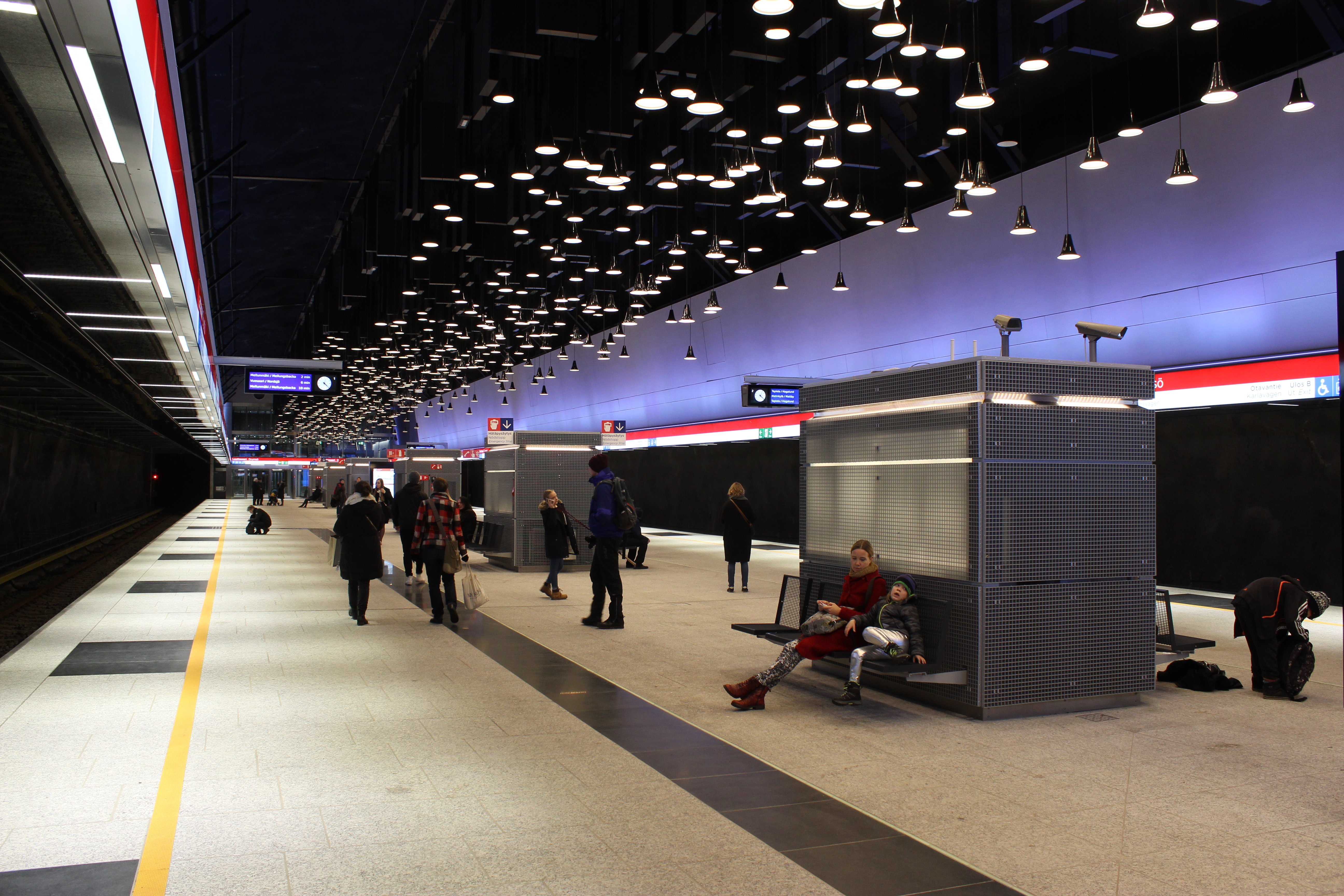
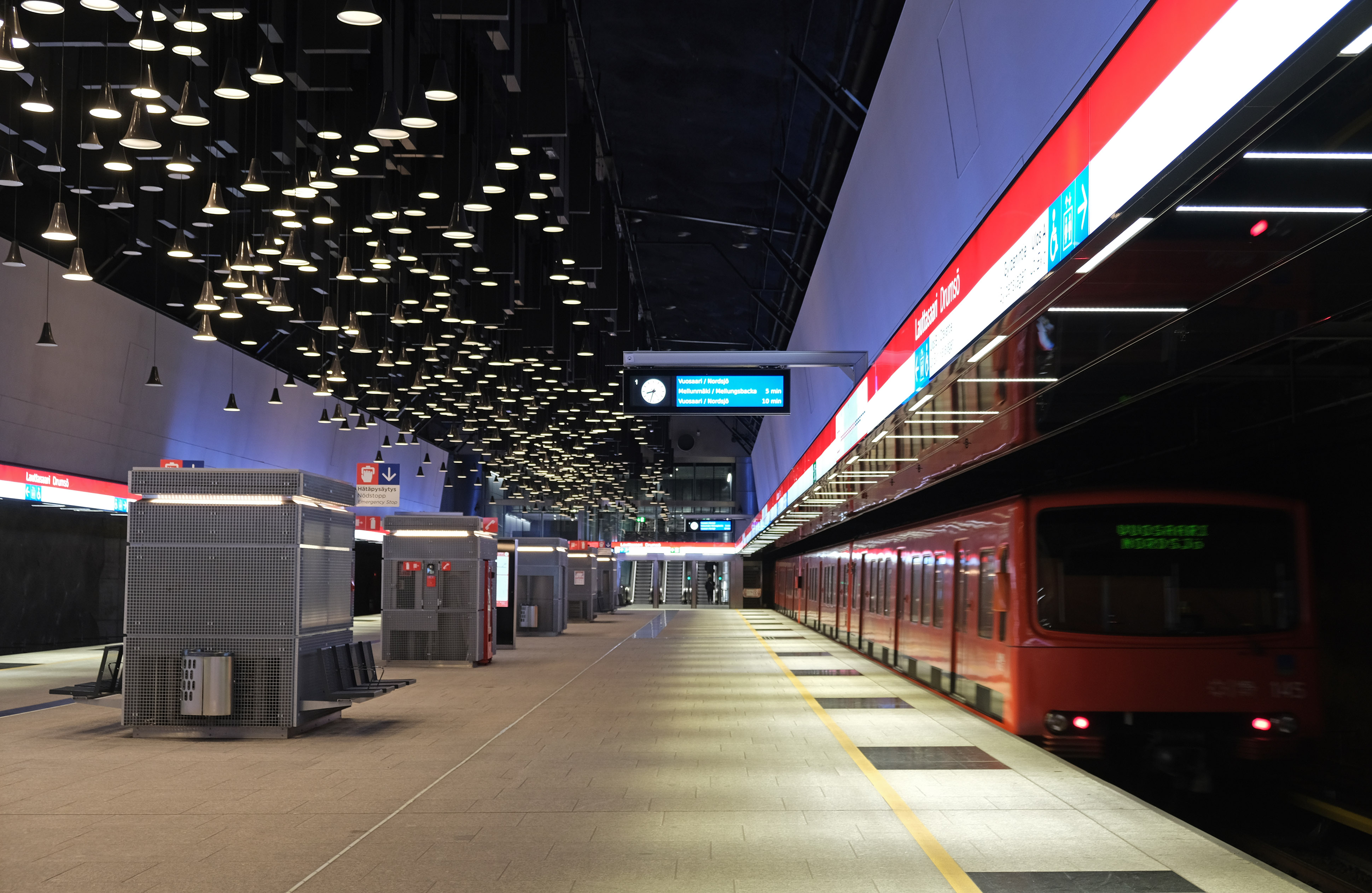

### Intermodalité
Elle dispose de parcs pour les vélos et de parkings pour les véhicules.
Elle est en correspondance avec des arrêts de bus desservis par les lignes 21, 22, 104, U192T et le bus de nuit 112N.